# Solas (grup musical)
Solas ("llum" en gaèlic irlandès) va ser un grup musical nord-americà format oficialment l'any 1996, tocant música tradicional irlandesa així com composicions originals influenciades pels gèneres country, rock i americans. Amb diversos membres que són intèrprets destacats, tant en solitari com en altres constel·lacions de l'escena de la música tradicional irlandesa, Solas ha estat descrit com un "Supergrup". El grup va ser creat per en Séamus Egan (qui ja havia enregistrat dos discs en solitari, com també una banda sonora d'una pel·lícula); na Winifred Horan (membre de "Cherish the Ladies"); en John Doyle (abans era membre de "The Chanting House canda Egan"); na Karan Casey i en John Williams.
El juny de 2008 la banda va anunciar que Mairead Phelan s'havia unit al grup com a nou cantant. Al setembre de 2010, Niamh Varian-Barry de Cork va substituir Mairead Phelan com a cantant principal de Solas. L'11 de juliol de 2013, van anunciar a la seva pàgina de Facebook que Niamh deixava la banda i que Noriana Kennedy la substituiria. La banda va anunciar una pausa indefinida a principis de 2017.

## Discografia
- Solas - 1996
- Sunny Spells and Scattered Showers - 1997
- The Words That Remain - 1998
- The Hour Before Dawn - 2000
- The Edge of Silence - 2002
- Another Day - 2003
- Waiting for an Echo - 2005
- Reunion: A Decade of Solas - 2006
- For Love and Laughter - 2008
- The Turning Tide - 2010
- Shamrock City - 2013
- All Those Years - 2016